# Tenth Avenue Freeze-Out
Tenth Avenue Freeze-Out è la seconda canzone dell'album Born to Run di Bruce Springsteen
Il brano racconta la storia della formazione della E Street Band. Tuttavia, non è chiaro l'esatto significato del titolo della canzone. Lo stesso Springsteen, nel documentario Wings For Wheels: The Making Of Born to Run, ridendo, dice: "Non ho ancora idea di cosa significasse. Ma di sicuro è importante!". Il protagonista della canzone è "Bad Scooter", uno pseudonimo per lo stesso Springsteen (come indicano le stesse iniziali "B.S."). Nella terza strofa, Bad Scooter è salvato da "Big Man": Clarence Clemons, il sassofonista della band.
Il brano è caratterizzato da un'evidente sezione fiati e dal pianoforte di Roy Bittan che mantiene il ritmo. Come rivelato dallo stesso Springsteen nel documentario Wings For Wheels, l'idea della sezione fiati fu di Steven Van Zandt. Tuttavia, il singolo non ebbe molto successo, raggiungendo soltanto il #83 nella Billboard Hot 100.
Una bancarella di gelati sulla 10th Avenue di Belmar, New Jersey (la città da cui prese il nome la E Street Band) è chiamata 10th Avenue Freeze-Out.